# Lomas Altas
Lomas Altas är en ort i Mexiko.   Den ligger i kommunen San Felipe Orizatlán och delstaten Hidalgo, i den sydöstra delen av landet, 220 km norr om huvudstaden Mexico City. Lomas Altas ligger 85 meter över havet och antalet invånare är 169.
Terrängen runt Lomas Altas är huvudsakligen platt, men åt sydväst är den kuperad. Runt Lomas Altas är det ganska tätbefolkat, med 129 invånare per kvadratkilometer. Närmaste större samhälle är Platón Sánchez, 16,2 km öster om Lomas Altas. Omgivningarna runt Lomas Altas är en mosaik av jordbruksmark och naturlig växtlighet.